# Terry Joseph Galiardi
Terry Joseph Galiardi, dit T.J. Galiardi, (né le 22 avril 1988 à Calgary, dans la province de l'Alberta au Canada) est un joueur professionnel de hockey sur glace américano-canadien,.

## Carrière de joueur
Après avoir joué une saison avec les Royals de Calgary dans la Ligue de hockey junior de l'Alberta, Galiardi part jouer avec le Big Green de Dartmouth College. Au bout d'une saison, il quitte l'université pour partir jouer en junior dans la Ligue de hockey de l'Ouest avec le Hitmen de Calgary. Il est repêché par l'Avalanche du Colorado au 55e de la deuxième ronde du repêchage d'entrée de 2007 dans la Ligue nationale de hockey.
En 2008-2009, Galiardi fait ses débuts professionnels avec les Monsters du lac Érié, équipe affiliée à l'Avalanche dans la Ligue américaine de hockey. Il réalise 27 points en 66 matchs. Au cours du mois de mars, il fait ses débuts dans la LNH avec l'Avalanche et le 27 mars, il marque son premier but face aux Canucks de Vancouver.
Il se fait un poste permanent avec l'Avalanche en 2009-2010 jouant 70 matchs pour 39 points. Sa saison suivante est plus difficile manquant la moitié de la saison à cause de diverses blessures notamment une blessure au poignet. Il ne termine pas la saison 2011-2012 avec la franchise du Colorado puisqu'il est échangé aux Sharks de San José avec Daniel Winnik et un choix de septième ronde au repêchage de 2013 contre Jamie McGinn, Mike Connolly et Michael Sgarbossa.
Le 2 juillet 2013, il est échangé aux Flames de Calgary contre un choix de quatrième ronde pour le repêchage d'entrée de 2015 et il a directement signé un contrat d'un an pour 1,25 million de dollars.

## Statistiques
| Saison     | Équipe                  | Ligue        |     | Saison régulière | Saison régulière | Saison régulière | Saison régulière | Saison régulière |   | Séries éliminatoires | Séries éliminatoires | Séries éliminatoires | Séries éliminatoires | Séries éliminatoires |
| Saison     | Équipe                  | Ligue        | PJ  | B                | A                | Pts              | Pun              | PJ               | B | A                    | Pts                  | Pun                  |                      |                      |
| 2005-2006  | Royals de Calgary       | LHJA         | 56  | 19               | 37               | 56               | 60               | -                | - | -                    | -                    | -                    |                      |                      |
| 2006-2007  | Big Green de Dartmouth  | NCAA         | 33  | 14               | 17               | 31               | 30               | -                | - | -                    | -                    | -                    |                      |                      |
| 2007-2008  | Hitmen de Calgary       | LHOu         | 72  | 18               | 52               | 70               | 77               | 16               | 5 | 19                   | 24                   | 20                   |                      |                      |
| 2008-2009  | Monsters du lac Érié    | LAH          | 66  | 10               | 17               | 27               | 32               | -                | - | -                    | -                    | -                    |                      |                      |
| 2008-2009  | Avalanche du Colorado   | LNH          | 11  | 3                | 1                | 4                | 6                | -                | - | -                    | -                    | -                    |                      |                      |
| 2009-2010  | Avalanche du Colorado   | LNH          | 70  | 15               | 24               | 39               | 28               | 6                | 0 | 2                    | 2                    | 6                    |                      |                      |
| 2010-2011  | Avalanche du Colorado   | LNH          | 37  | 7                | 8                | 15               | 12               | -                | - | -                    | -                    | -                    |                      |                      |
| 2010-2011  | Monsters du lac Érié    | LAH          | 1   | 0                | 1                | 1                | 0                | -                | - | -                    | -                    | -                    |                      |                      |
| 2011-2012  | Avalanche du Colorado   | LNH          | 55  | 8                | 6                | 14               | 47               | -                | - | -                    | -                    | -                    |                      |                      |
| 2011-2012  | Sharks de San José      | LNH          | 14  | 1                | 0                | 1                | 6                | 3                | 0 | 0                    | 0                    | 6                    |                      |                      |
| 2012-2013  | SC Bietigheim-Bissingen | 2.bundesliga | 7   | 3                | 3                | 6                | 8                | -                | - | -                    | -                    | -                    |                      |                      |
| 2012-2013  | Sharks de San José      | LNH          | 36  | 5                | 9                | 14               | 14               | 11               | 1 | 1                    | 2                    | 6                    |                      |                      |
| 2013-2014  | Flames de Calgary       | LNH          | 62  | 4                | 13               | 17               | 21               | -                | - | -                    | -                    | -                    |                      |                      |
| 2014-2015  | Jets de Winnipeg        | LNH          | 38  | 1                | 0                | 1                | 2                | -                | - | -                    | -                    | -                    |                      |                      |
| 2015-2016  | Malmö Redhawks          | SHL          | 29  | 3                | 12               | 15               | 42               | -                | - | -                    | -                    | -                    |                      |                      |
| 2016-2017  | KHL Medveščak Zagreb    | KHL          | 8   | 4                | 3                | 7                | 2                | -                | - | -                    | -                    | -                    |                      |                      |
| 2016-2017  | Neftekhimik Nijnekamsk  | KHL          | 8   | 0                | 0                | 0                | 2                | -                | - | -                    | -                    | -                    |                      |                      |
| 2017-2018  | Dinamo Riga             | KHL          | 11  | 0                | 6                | 6                | 8                | -                | - | -                    | -                    | -                    |                      |                      |
| Totaux LNH | Totaux LNH              | Totaux LNH   | 321 | 44               | 61               | 105              | 136              | 20               | 1 | 3                    | 4                    | 18                   |                      |                      |

## Carrière internationale
Il représente les États-Unis au niveau international.
| Année | Compétition          |   | PJ | B | A | Pts | Pun       |  | Résultat |
| 2010  | Championnat du monde | 6 | 0  | 3 | 3 | 8   | 13e place |  |          |

## Parenté dans le sport
- Son frère, Rylan Galiardi, joue également au hockey professionnel. Il a dernièrement joué avec les Grizzlies de l'Utah en ECHL en 2013-2014[5].